# Ceroplastes quadratus
Ceroplastes quadratus är en insektsart som beskrevs av Green 1935. Ceroplastes quadratus ingår i släktet Ceroplastes och familjen skålsköldlöss. Inga underarter finns listade i Catalogue of Life.